# آدم إس. بنيون
آدم إس. بنيون (بالإنجليزية: Adam S. Bennion)‏ هو شخصية أعمال أمريكي، ولد في 2 ديسمبر 1886، وتوفي في 11 فبراير 1958.